# Prosopocera brunnescens
Prosopocera brunnescens là một loài bọ cánh cứng trong họ Cerambycidae.